# Kang Ling
Kang Ling (Jiangsu, 14 maart 1997) is een Chinees autocoureur.

## Carrière
Ling begon zijn autosportcarrière in het karting op zevenjarige leeftijd op een kartbaan in Shanghai. Tot 2010 behaalde hij vele overwinningen in Chinese en Aziatische kartkampioenschappen. In 2010 werd hij vierde in het Aziatische KF3-kampioenschap. In 2011 ging hij ook in Europa karten, waarbij hij deelnam aan de WSK Euro Series en de CIK-FIA. In 2012 werd hij kampioen in de Senior-klasse van het Aziatische kartkampioenschap en won hij de Hongkong Kart Grand Prix.
In 2013 maakte Ling de overstap naar het formuleracing, waarbij hij zijn debuut maakte in het Franse Formule 4-kampioenschap. Met een tiende en een vijfde plaats op Spa-Francorchamps behaalde hij elf punten, waarmee hij als twintigste eindigde in het kampioenschap.
In 2014 nam Ling deel aan drie raceweekenden van de Formule Renault 2.0 Alps voor het team Koiranen GP. Hij behaalde geen punten, maar met een veertiende plaats op het Circuit de Pau als beste resultaat werd hij 28e in het kampioenschap. Tevens nam hij deel aan het raceweekend op Spa-Francorchamps in het Britse Formule 3-kampioenschap voor het team ADM Motorsport, met als doel om het kleine deelnemersveld uit te breiden. In de races eindigde hij als dertiende, negende en twaalfde, waarmee hij vijf punten scoorde voor het kampioenschap, waarin hij als zeventiende eindigde. Later dat jaar nam hij ook deel aan twee raceweekenden van het Duitse Formule 3-kampioenschap voor ADM als gastrijder. Zijn beste resultaten waren twee zesde plaatsen op de Nürburgring. Aan het einde van het seizoen maakte hij zijn debuut in de GP3 Series voor Trident Racing tijdens het laatste raceweekend op het Yas Marina Circuit. Hij eindigde de races als twintigste en zestiende, waardoor hij als 28e eindigde in het kampioenschap.